# Bastão de selfie

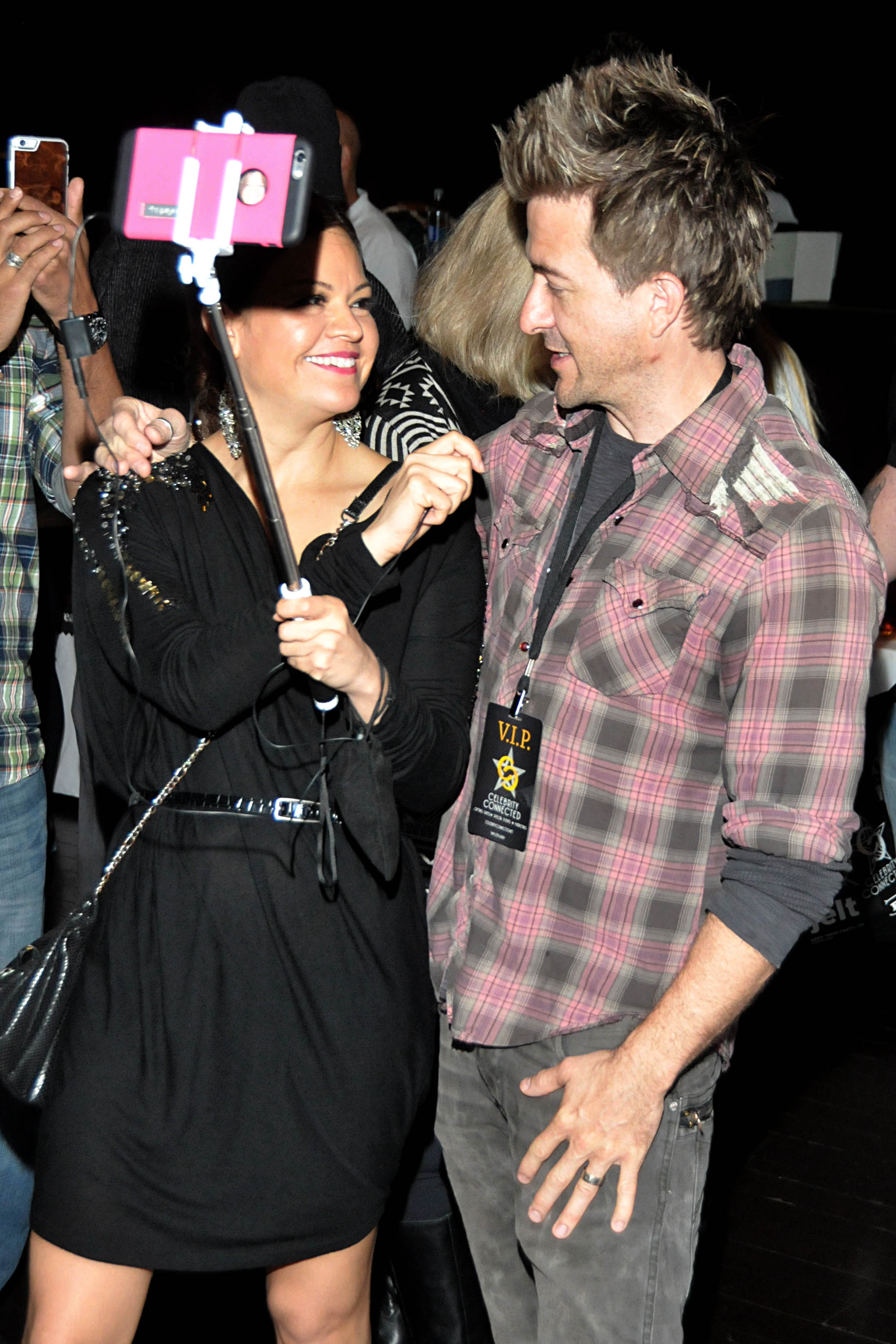
Repórter usa bastão de selfie em vez de câmera em entrevista, com intuito de inovar e reduzir equipe.

Um turista usando um pau de selfie perto do topo da Pirâmide do Sol em Teotihuacan
Um bastão de selfie ou pau de selfie, é uma haste extensora utilizada para a obtenção de fotos do tipo selfie com um maior ângulo de abrangência, permitindo que mais de uma pessoa possa aparecer numa única foto. Tal haste assemelha-se a um monopé fotográfico. A maioria dos bastões de selfies são compatíveis com os sistemas Android e iOS. Normalmente a conexão é feita por Bluetooth, mas em outros casos pode ser feita por cabo USB.
Tais bastões ganharam bastante popularidade no ano de 2014 no Brasil e no resto do mundo, levando a revista Time a considerá-lo «uma das maiores invenções de 2014».

## Origens
Apesar de ser um recurso que se tornou bastante popular a partir do ano de 2014, existem registros do uso de objetos análogos que remontam a 1926, quando o britânico Arnold Hogg, na ocasião de seu próprio casamento, fez um autorretrato com sua mulher, Helen Hogg, utilizando uma espécie de bastão de selfie.

## Uso público restrito
Apesar da popularização, em alguns países o uso do objeto chegou a ser proibido. Na Coreia do Sul, por exemplo, quem for pego usando-o poderá ser condenado até três anos de cadeia e pagar uma multa de 27 mil dólares. Nos Estados Unidos o uso foi proibido em várias atrações públicas, como o MoMA e o Museu Smithsonian, em virtude de «ameaça à segurança», já que alegadamente poderiam danificar obras de arte ou ferir pessoas.
No Brasil seu uso foi proibido pelo Tribunal Superior Eleitoral durante votações, também sob pena de prisão ou multa de até 16 mil reais, já que se trata de um crime eleitoral. Apesar de ter a princípio o uso também proibido em aeronaves brasileiras, a Agência Nacional de Aviação Civil (ANAC) autorizou os passageiros a levarem tais bastões retráteis em suas bagagens de mão, contanto que o acessório tenha peso máximo de 5 kg e a soma das dimensões (comprimento mais largura mais altura) não ultrapasse 115 cm. Há ainda a opção de enviá-lo pela mala despachada na esteira.
A haste flexível também foi banida em locais ou eventos do Reino Unido, da França e da Espanha, entre outros países.

## Galeria

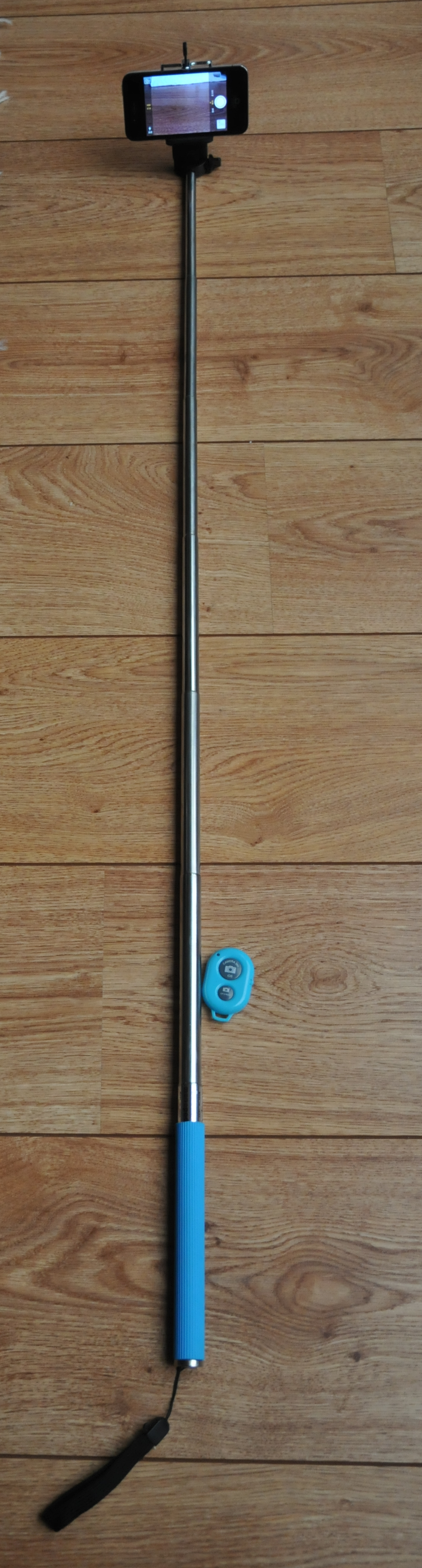
Bastão de selfie estendido
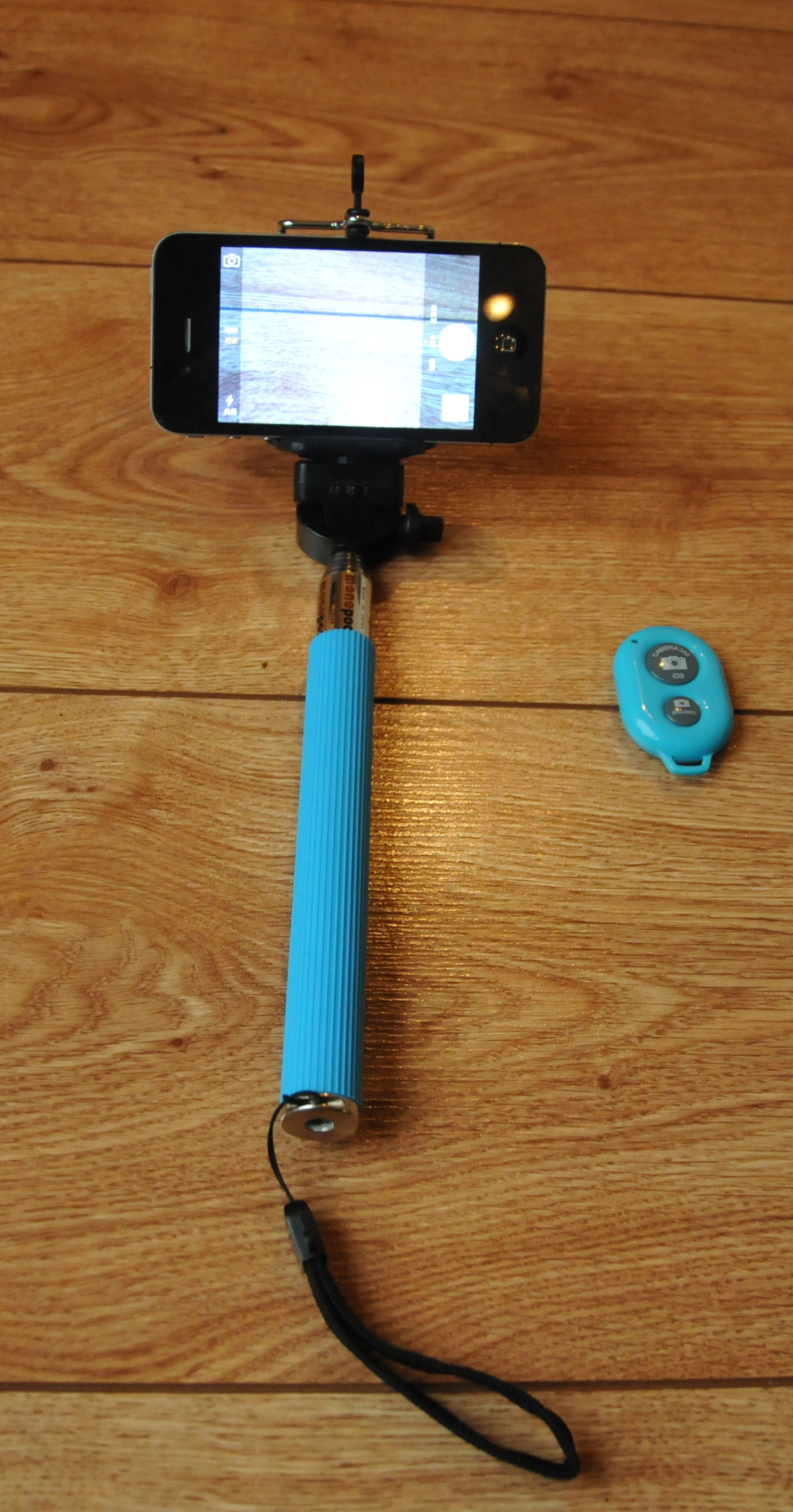
Bastão encurtado
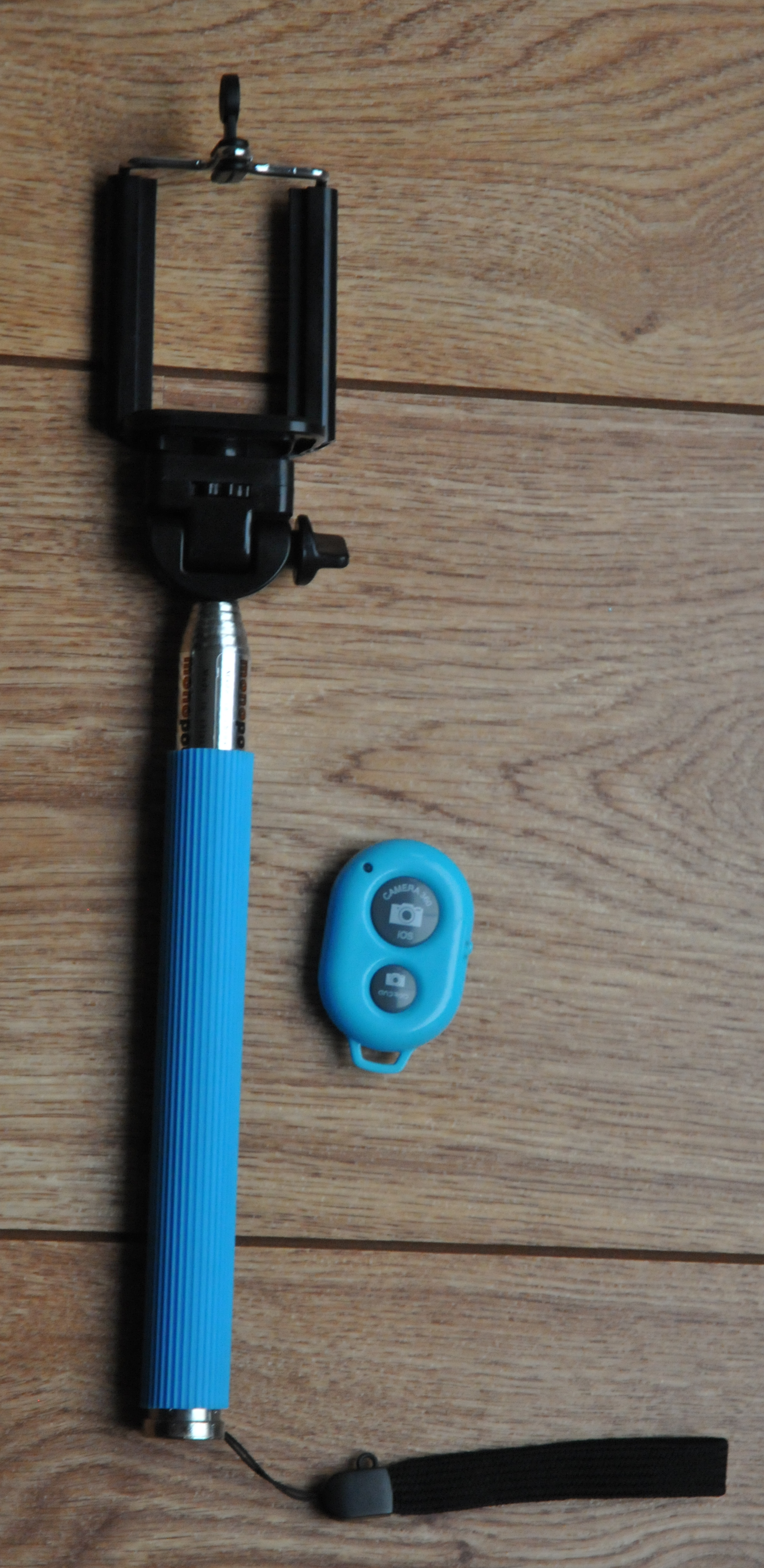
Haste sem a câmera